# José Frías González
José Frías González (Lérida, 17 de agosto de 1901) fue un militar español que combatió en la guerra civil española y en la Segunda Guerra Mundial.

## Biografía
Nació en Lérida en 1901. Fue militar profesional, perteneciente al arma de infantería. Se afilió al Partido Comunista de España (PCE) en 1931.
Tras el estallido de la guerra civil española se mantuvo fiel a la República, integrándose posteriormente en el Ejército Popular de la República. A lo largo de la contienda llegó a ser comandante de la 131.ª Brigada Mixta, posteriormente, de la 63.ª División y, en las últimas semanas de guerra, de la 68.ª División, estando destinado en varios frentes. 
Al final de la guerra civil, con la derrota republicana, hubo de marchar al exilio; se instaló en la Unión Soviética. Durante la Segunda Guerra Mundial se alistaría al Ejército Rojo. Formó parte de la plana mayor de un destacamento de guerrilleros, llegando a mandar una partida de guerrilleros españoles. Sería condecorado con la Medalla al Valor.
Contrajo matrimonio con Isabel Azuara Beltrán y tras la guerra, ejerció de profesor de español. Con posterioridad la pareja se repatriaría a España.